# 颱風溫黛 (1962年)
颱風温黛（英語：Typhoon Wanda，國際編號：6216，聯合颱風警報中心：16W，國際音標：/ˈwɑːndə/）為1962年太平洋颱風季第16個被命名的熱帶氣旋。該擾動源於8月23日的一個東風波，温黛於9月1日正面吹襲珠江口一帶，其風暴潮疊加天文大潮引致港澳多處遭受嚴重破壞，香港的災情尤其嚴峻，是二戰過後最多人命傷亡的風災。

## 發展過程
本段強度分級以聯合颱風警報中心分級敘述，故以下溫黛「增強為颱風等級」的說法僅在該分級之標準有效。依臺灣氣象所（即現今交通部中央氣象局）的標準，萬達增強為輕度颱風後即始終維持颱風的等級。
8月23日早上，在高空跨赤道氣流支持下，東風波在加羅林群島附近開始發展，在中太平洋槽線和東風波的相互作用之下，環流在組織當中。日本氣象廳（JMA）在25日晚間將該系統升格為一熱帶低氣壓，聯合颱風警報中心（JTWC）亦於二天後（27日）跟進升格，給予編號「16W」，翌日（28日）早上8時升格為熱帶風暴，定名為「萬達」。受副熱帶高壓脊西伸影響，温黛走勢維持西北西方向。
8月29日，温黛以穩定移速行進，遠離臺灣並開始往南海北部步步進逼。當日，颶風獵人派出一偵察機飛入温黛中心，指出其達颱風等級，當時環流覆蓋面積約為直徑1,000英里（1,600）；隔天（30日）另一偵察機測得中心持續最大風速達一分鐘80節（41每秒；150每小時），顯示温黛進入巴士海峽之後仍在增強。31日早上8時，聯合颱風警報中心評級温黛之持續最大風速達一分鐘95節，相當於薩菲爾-辛普森颶風等級之下的二級颶風，為該機構所肯認之巔峰強度。
温黛於9月1日早上正面吹襲香港，中心在皇家香港天文台總部南南西方距20公里處掠過，並以20公里每小時往北北西方向行進。風眼通過長洲並趨向大嶼山附近。
該日下午，温黛在中國广东省肇庆专区、佛山专区交界一帶登陸，下午2時經聯合颱風警報中心降格為熱帶風暴；温黛又因受冷空氣侵入結構及受內陸地形影響而急劇減弱，9月2日凌晨2時，日本氣象廳及聯合颱風警報中心同時將温黛降格為熱帶低氣壓，後來該系統往西南方向移至北部湾附近，影響海南島與越南東北部、北中部一帶的天氣。

## 影響

### 英屬香港

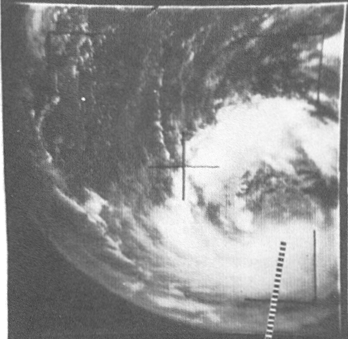
位於菲律賓以東海面上的温黛

- 當地懸掛之最高熱帶氣旋警告信號：  十號風球
- 最接近當地時間：1962年9月1日上午9時50分（夏令時間，即香港時間+1小時，即UTC+9時區）
- 最接近當地位置：天文台總部之西南偏南約20公里（掠過香港境內）

8月30日，温黛中心風力增強至每小時約150公里，其中心在香港之東南偏東約740公里，皇家香港天文台於晚上7時45分（當地實施夏令時間，即原定香港時間+1小時，下同）懸掛一號風球。8月31日上午9時，温黛集結在香港東南偏東約490公里之中國南海上，並繼續穩定以時速接近19公里向西北偏西移動。受其外圍下沉氣流影響，香港漸轉密雲但天氣悶熱，日間最高氣温更上升至攝氏35.5度。稍後開始轉吹北風和下雨。同日下午4時10分，香港天文台改掛三號風球。
當天下午，香港仍然未吹強風，天文台已預計温黛將於翌日非常接近香港，於是在晚上10時50分改掛七號風球。9月1日凌晨2時，温黛集結在香港東南約190公里。位於香港東南之橫瀾島氣象站此時開始錄得烈風，陣風時速每小時89公里。約2小時後，維多利亞港內的風力仍然只達到每小時56公里（即強風程度），但橫瀾島風力已增強至持續每小時74公里，陣風約每小時105公里。天文台於是在凌晨4時15分改掛九號風球，並表示温黛稍後會於香港以南約50公里內掠過，不排除懸掛十號風球。
兩小時後，温黛中心集結在香港天文台總部之東南約90公里，開始正面吹襲香港。境內風勢急劇增強，天文台於早上6時15分改掛十號風球。由於當日早上香港正值天文大潮，天文台並同時發出風暴潮預防警告。上午9時，温黛在香港境內南部水域，香港全面吹東至東北颶風。橫瀾島錄得陣風為每小時216公里，大老山為每小時284公里；天文台則在上午9時半錄得10分鐘平均風速為每小時150公里，陣風每小時259公里；氣壓為953.2百帕斯卡。温黛於上午9時50分最接近天文台總部，中心位於天文台總部之西南偏南約20公里。其採取對香港最壞的路徑，沿橫瀾島移動到長洲，並經長洲離開，香港長期處於其東方，即風勢最猛之處，導致市區風力非常強勁。同時，一直吹起東北風，把海水推往吐露港，加上天文潮，造成強烈風暴潮，最後沙田、馬料水、大埔一帶完全被摧毀；吐露港水位比正常最高潮位再高多3米，達5.2米。在大埔滘，風暴潮的浪頂為海平面以上7米。至上午11時，温黛風眼移至長洲附近，風眼經過時部份地方短暫風勢平靜；之後各地轉吹南至東南颶風。
温黛離開香港後，橫過珠江口，在9月1日下午於新會與中山之間登陸。隨著温黛開始遠離，香港境內風力迅速而顯著地減弱，天文台於下午2時15分改掛六號風球，再於晚上7時05分改掛三號風球，翌日（9月2日）凌晨12時45分除下所有熱帶氣旋警告信號。9月1日香港天文台整天錄得的平均氣壓只有982.5百帕斯卡。由8月31日至9月2日，天文台總部共錄得262.8毫米雨量。

#### 特點
温黛雖然是一個大型颱風，但近中心的風力範圍較小，環流緊密，導致風速變化劇烈；如以天文台總部為例，在9月1日午夜後才開始吹強風，但在日出時分已吹烈風，並在十號信號懸掛不久後便由烈風風力急增至颶風風力，颶風消退時風速轉變亦極為迅速，由颶風迅速減弱至烈風風力，過程中暴風出現的過渡時間極短。而温黛是少有眼壁及風眼邊緣均曾經過天文台總部上空的颱風，在錄得颶風期間曾短暫出現明顯的風勢減弱現象。然而珠江口、廣東東部沿海一直至福建沿海於30日至1日期間先後錄得相等或超過每秒40米的極大風速。
温黛襲港時分別創下香港最低氣壓、最高每小時與十分鐘平均、最高陣風的風速及開學日的温度為有紀錄以來最低。温黛同時在香港東北面的吐露港引起風暴潮，造成嚴重傷亡。是次風災為香港有記錄至今第六多人死亡，亦是二戰後造成過百人死亡的兩次風災中的其中一次，共引致183死388傷，另108人失蹤。温黛襲港期間，天文台總部錄得每小時平均風速高達133公里，是二戰後一眾十號風球之冠，更是唯一於天文台總部錄得持續風力達颶風水平（≥118公里）的十號信號，海平面氣壓更低至只有953.2百帕斯卡。

#### 破壞及傷亡

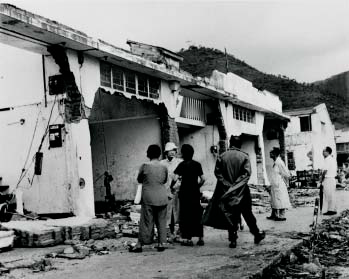
温黛重創整個香港新界沙田區，居民死傷慘重，圖為該區民房受損情況

温黛將海水推入吐露港，導致沙田、馬料水、大埔一帶幾乎被徹底摧毀。據有關當局事後統計，共有183人在温黛襲港期間死亡，當中127人是在新界沙田及大埔區受吐露港風暴潮淹沒時身亡。另受傷人數達388人，亦有108人失蹤，72,000人無家可歸。700多艘小艇嚴重受損，500多艘沉沒。24艘遠洋船擱淺，12艘出現碰撞，避風塘內的住家艇亦有大量損毀。
沙田約有3000家寮屋區損毀，市區內700多間寮屋及天台木屋完全摧毀，1300間無法居住，許多房屋倒塌。筲箕灣許多寮屋船遭擊毀。此外，超過400間平房區的木屋亦遭徹底摧毀，另1,200間損毀。市區散落著掉下的鋅鐵皮、棚架、廣告招牌、架空電線和破碎的窗戶。大量汽車擋風玻璃被風吹至破碎損壞，少數車輛遭受更嚴重的破毀甚至被吹至四輪朝天。樹木以及植物種植園遭受嚴重破壞，許多樹木連根拔起或折斷。大量樹木的枝葉全被吹折，只剩下光禿禿的樹幹。
温黛破壞了新界各處不少農作物，包括當年盛產的蔬菜、水果和鮮花，損失嚴重。在大埔、沙田及沙頭角地區約1,600公頃稻田遭受海水淹沒。夏末的蔬菜，尤其是瓜類品種遭到嚴重破壞，約700公頃的菜田被海水淹沒。季節水果如香蕉、木瓜出現嚴重損害。所有的柑橘和橄欖正值駁枝階段，部分遭損壞。荔枝和龍眼因早已過駁枝階段受影響最小。果樹整體的損壞率約為百分之10，影響最輕微是荔枝和龍眼，佔百分之5；而受影響最嚴重則是香蕉，佔百分之75。在戶外的花朵或其遭淹沒的地方均受嚴重損害。在沙田和大埔區，由於劍蘭種植在地勢低窪地區而遭水浸壞。惟温黛對水稻的損害相對輕微，持續的大雨使海水倒灌造成的損害降低，並沒有持久的影響。

#### 襲港紀錄
温黛是一個環流極為緊密的熱帶氣旋，襲港期間創下以下的氣象紀錄，並保持至今：
- 二次大戰後香港錄得的最低海平面氣壓：944百帕斯卡（中心最近距橫瀾島3英里時錄得，只僅次於丁丑風災）
- 天文台總部有紀錄以來最低的海平面氣壓：953.2百帕斯卡
- 天文台總部有紀錄以來最高陣風：每小時259公里
- 天文台總部有紀錄以來最高一小時平均風速：每小時72海里／每小時133公里（一說每小時68海里，只是因為用整點時間計算風力，七十年代末則重新計算過非整點的最高一小時平均值，得出每小時72海哩，故實際比1896年的每小時69海哩為高）
- 二戰後維多利亞港內最高風速：大老山，最高陣風為每小時154海里（約每小時284公里），一小時平均風速為每小時102海里（約每小時189公里），十分鐘平均風速為每小時105海里（約每小時194公里）

### 葡屬澳門
- 當地懸掛之最高熱帶氣旋信號：  九號風球
- 最接近當地位置：澳門東北偏北約15公里[13]
- 最接近當地時間：1962年9月1日下午2時[14]

受颱風温黛影響，澳門地球物理暨氣象台於1962年9月1日早上7時30分至下午6時懸掛九號風球。在温黛襲澳期間，澳門錄得最高一小時平均風速為80km/h，最高陣風達129km/h，總降雨量達57毫米。颱風最接近澳門時，澳門錄得最低舜時氣壓為962.4hPa。

## 熱帶氣旋警告使用記錄

### 臺灣
| 中央氣象局 颱風警報 | 中央氣象局 颱風警報 | 中央氣象局 颱風警報 |
| ------------------- | ------------------- | ------------------- |
| 上一熱帶氣旋        | 海上颱風警報        | 下一熱帶氣旋        |
| 強烈颱風莎拉        | 海上颱風警報        | 超級強烈颱風愛美    |
| 強烈颱風莎拉        | 陸上颱風警報        | 超級強烈颱風愛美    |

### 英屬香港
| 皇家香港天文台 熱帶氣旋警告信號 | 皇家香港天文台 熱帶氣旋警告信號 | 皇家香港天文台 熱帶氣旋警告信號 |
| ------------------------------- | ------------------------------- | ------------------------------- |
| 上一熱帶氣旋                    | 一號風球                        | 下一熱帶氣旋                    |
| 颱風姬蒂                        | 一號風球                        | 強颱風戴娜                      |
| 颱風莎莉                        | 三號風球                        | 強颱風戴娜                      |
| 強烈熱帶風暴奧嘉                | 六號風球                        | 超強颱風艾黛                    |
| 颱風愛麗斯                      | 七號風球                        | 超強颱風菲爾                    |
| 颱風愛麗斯                      | 九號風球                        | 超強颱風艾黛                    |
| 颱風愛麗斯                      | 十號風球                        | 超強颱風露比                    |

### 葡屬澳門
| 澳門氣象台 熱帶氣旋信號 | 澳門氣象台 熱帶氣旋信號 | 澳門氣象台 熱帶氣旋信號 |
| ----------------------- | ----------------------- | ----------------------- |
| 上一熱帶氣旋            | 九號風球                | 下一熱帶氣旋            |
| 颱風瑪麗                | 九號風球                | 颱風維奧娜              |

## 釋義
1. ↑  「赤道東風帶」位於3000米以上高空，空氣由副熱帶高壓流向赤道附近之低壓，在科里奥利力作用之下形成偏東風。此乃地球三股行星風系中的其中之一，有導引熱帶氣旋向西移動的作用，一般該熱帶氣旋採以每小時20公里左右行進。[1]
2. ↑  「輻散」是指空氣由一個中心向四周散開，通常只有氣旋式輻散，形成原因和輻合的機制相若，只是一般是在高壓系統發生。高空亦能有高壓，所以高空亦能有輻散，高空輻散足夠又有水氣時即可能降水，形成原因和輻合相若。[2][3]
3. ↑  東風帶[注 1]中有時會出現一些低壓波動，在天氣圖或氣流圖中以倒V字低壓槽表示，乃「東風波」。其由東向西傳播，槽前有輻散[注 2]現象，槽後則有輻合；因此東風波左方受下沉氣流影響天氣晴朗，右方則因輻合上升而出現對流性的不穩定天氣。有大約一成的熱帶氣旋就是在東風波之擾動中生成。[4]
4. ↑  「西風帶」是位於副熱帶高壓與副極地低壓之間（大致在南北緯30至60度之間）的行星風帶。從副熱帶高壓流向副極地低壓的氣流在科里奥利力的作用之下，偏轉成西風（北半球為西南風，南半球為西北風），因此西風為盛行風。[5][6]
5. ↑  「垂直風切」是指比較一垂直高度中的風速及風向差。[7]
6. ↑  「熱帶對流層上部槽」是一條位於熱帶高空（約200百帕面）的槽線，其可經由中緯度西風槽振幅延大而伸展到熱帶而成，亦可為高層反氣旋南側之高空東風倒槽。其將帶來強烈垂直风切变[注 5]而影響熱帶氣旋或熱帶擾動的發展，但亦有情況是因帶來良好的高空輻散而助長熱帶氣旋的發展。在環境許可下，其會發展成擁有完整環流的高空冷心低壓，並有可能發展至地面而誘生出低層之擾動發展。[8]
7. ↑  「低壓槽」指狹長狀的低壓，或從低壓中心向高壓處伸展而等壓線呈V字形的地方。槽後方氣流下沉，槽前方氣流上升而有輻合運動，有利對流及雨帶的發展。槽線活動的觀測在熱帶氣旋預測上有廣範的應用，例如西風帶[注 4]中的長波槽（东亚大槽位於東經120－150度）將推動熱帶氣旋轉往東北方向行進，而東風波、熱帶對流層上部槽（英語：TUTT，Tropical upper tropospheric trough）[注 6]所帶來的高空輻散會有利熱帶氣旋發展等等。[9]
8. ↑  聯合颱風警報中心是一個聯合美國海軍和美国空軍的專責小組，並會為西北太平洋或其他洋域發出熱帶氣旋警告並編號。其編號有正式編號與通用編號二種：前者由二個英文字母及六位數組成，前兩位為洋域代碼（WP代表西北太平洋，包括南海、東海），中間兩位代表熱帶氣旋當年在洋域內之形成次序，後四位為當年公元紀年（1962）；後者則由二位數及一個英文字母組成，前兩位數指熱帶氣旋於當年在英文字母所表示的區域內形成次序，英文字母為洋域代碼（W同前述之WP範圍），此編號系統每年重新開始，故無專屬性。換言之，「WP161962」及「16W」皆指温黛是1962年第16個於西北太平洋（包括南海、東海）區域內形成的熱帶氣旋，惟注意「16W」指稱温黛僅限於1962年。[10]

## 來源出處
1. ↑  香港熱帶氣旋追擊站. . 2015-08-18  [2015-08-18]. （原始内容存档于2015-08-22）. （页面存档备份，存于）（繁體中文）
2. ↑  香港天文台. .   [2015-05-03]. （原始内容存档于2015-07-05）. （页面存档备份，存于）（繁體中文）
3. ↑  香港熱帶氣旋追擊站. .   [2015-05-03]. （原始内容存档于2015-08-22）. （页面存档备份，存于）（繁體中文）
4. ↑  香港熱帶氣旋追擊站. .   [2015-08-18]. （原始内容存档于2015-08-22）. （页面存档备份，存于）（繁體中文）
5. ↑  中華百科全書. .   [2015-08-18].[]（繁體中文）
6. ↑  香港熱帶氣旋追擊站. .   [2015-08-18]. （原始内容存档于2015-08-22）. （页面存档备份，存于）（繁體中文）
7. ↑  香港熱帶氣旋追擊站. .   [2015-08-18]. （原始内容存档于2015-08-23）. （页面存档备份，存于）（繁體中文）
8. ↑  香港熱帶氣旋追擊站. . 2015-08-18  [2015-08-18]. （原始内容存档于2015-09-09）. （页面存档备份，存于）（繁體中文）
9. ↑  香港熱帶氣旋追擊站. .   [2015-08-18]. （原始内容存档于2015-08-21）. （页面存档备份，存于）（繁體中文）
10. ↑  聯合颱風警報中心. . 美國海、空軍. 2011  [2011-11-30]. （原始内容存档于2007-07-26）. （页面存档备份，存于）（英文）
11. ↑  工商日報.1962年9月2日
12. ↑  何佩然.  (PDF). 香港天文台.   [May 25, 2008]. （原始内容存档 (PDF)于2013-07-18）. （页面存档备份，存于）
13. ↑  香港天文台提供的路徑圖顯示最接近時間是9月1日下午2時，在澳門大潭山之東北偏北約15公里掠過。
14. ↑  香港天文台提供的路徑圖顯示最接近時間是9月1日下午2時。
15. ↑  澳門昨晨懸九號風球 温黛小姐掠過水陸交通停頓. 華僑日報第二張第二頁. 1962年9月3日.（繁體中文）